# HD22470
HD22470 — хімічно пекулярна зоря спектрального класу B9, що має  видиму зоряну величину в смузі V приблизно  5,2.
Вона  розташована на відстані близько 473,4 світлових років від Сонця.

## Фізичні характеристики
Зоря HD22470 обертається 
досить швидко 
навколо своєї осі. Проєкція її екваторіальної швидкості на промінь зору становить  Vsin(i)= 75км/сек.
Телескоп Гіппаркос зареєстрував  фотометричну змінність  даної зорі з періодом    1,93 доби в межах від  Hmin= 5,23 до  Hmax= 5,17.

## Пекулярний хімічний вміст
Зоряна атмосфера GSC5874-1098 має підвищений вміст 
Si
.

## Магнітне поле
Спектр даної зорі вказує на наявність магнітного поля у її зоряній атмосфері.
Напруженість повздовжної компоненти поля оціненої з аналізу
крил ліній Бальмера
становить  732,9± 408,6 Гаус.